# Britney: For the record (DVD)
Britney: For the Record es el octavo DVD lanzado por la cantante Pop americana Britney Spears. Su lanzamiento fue el 5 de abril de 2009 en el Reino Unido y el 7 de abril de 2009 en Estados Unidos. Contiene el primer documental realizado por la cantante.

## Características del DVD
- Documental Completo
- Escenas Inéditas
- MP3 Bonus Remixes:
  - "Womanizer (Kaskade Remix)"
  - "Womanizer (Benny Benassi Extended Remix)"
  - "Womanizer (Junior Club Remix)"
  - "Circus (Diplo Alt. Clown Remix)"
  - "Circus (Tom Neville's Ringleader Remix)"
  - "Circus (Villains Remix)"

## Fechas de Lanzamiento
| Lugar          | Fecha              | Nota |
| -------------- | ------------------ | ---- |
| Reino Unido    | 5 de abril de 2009 |      |
| Estados Unidos | 7 de abril de 2009 |      |